# Aardbeving van Bazel

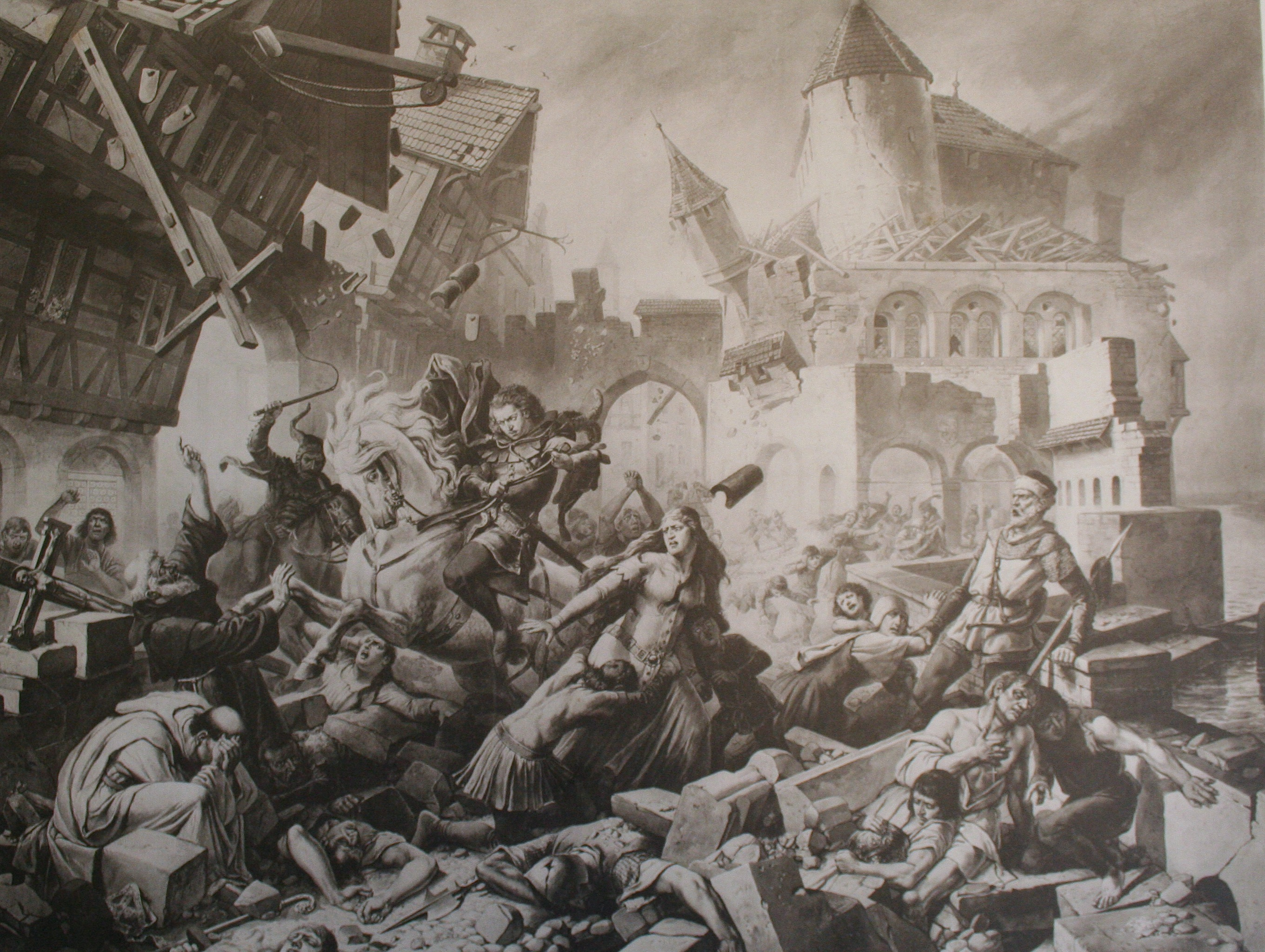
Historische afbeelding van de beving

De Aardbeving van Bazel op 18 oktober 1356 is de grootste beving die heeft plaatsgevonden in Centraal-Europa die historisch vermeld is en heeft mogelijk een bevingsterkte van 7,1 op de schaal van Richter gehad. Deze aardbeving staat ook bekend als de Beving van de heilige Lucas, omdat 18 oktober zijn feestdag is.

## De beving
Na een voorbeving die tussen 19:00 en 20:00 plaatselijke tijd plaatsvond, kwam de grote aardschok rond 22:00. Er volgden ontelbare naschokken die in de nacht van 18 op 19 oktober doorgingen. Bazel ervoer een zeer gewelddadige schok in het midden van de nacht. De stad die binnen haar muren al zwaar was beschadigd door de bevingen, werd daarna grotendeels  verwoest door een vlammenzee. Deze ontstond door vallende kaarsen en fakkels, die de houten huizen en vlonders in vuur en vlam zetten. In totaal vielen ca. 300 doden binnen de stad; veel kerken en kastelen in een omtrek van 30 kilometer werden ernstig beschadigd, sommige verwoest. Van de Münsterkirche aan de Rijn stortte het koor en kerkschip in. Ook veel beelden gingen verloren. Acht dagen lang woedde er een vlammenzee in de stad.
Het epicentrum van de aardbeving bevond zich net ten zuiden van het dorp Reinach, enkele kilometers ten zuiden van de stad Bazel. Door het verloop van de beving rees er een aardkorst op vanuit Aesch die in twee armen naar het noorden liep naar de Birs- en boven Rijn.
De meeste expertise en onderzoek naar de beving zijn op basis van historische gegevens en berichten gedaan, met daarbij onderzoeken van schade bij muren en burchten. Deze hebben lang de gedachte in leven gehouden dat de beving een kracht  van 6,0 tot 6,3 op schaal van Richter heeft gehad. Na een aantal onderzoeken, waaronder dat van de Zwitserse aardbevingsdienst, die in 2006 met een rapport naar buiten kwam dat de sterkte van de beving aanzienlijk hoger lag, tussen 6,7 tot 7,1 op de schaal van Richter.
Het duurde tot het voorjaar van 1357 voordat de stad Bazel enigszins was hersteld met weer normale leefomstandigheden. Pas rond 1370 waren alle beschadigde of verwoeste gebouwen hersteld.

## Legende van Graaf Walram
Op 18 oktober 1356 kwam graaf Walram met in zijn gezelschap een ridder genaamd Bärenfels terug van een succesvolle jacht, op hun weg naar Bazel een pelgrim tegen, die de tegengestelde richting opging. In eerste instantie hadden ze de man niet opgemerkt, waardoor de pelgrim opzij moest springen. Daarna merkte ze de pelgrim op en groette de geschrokken man vriendelijk. Toen de pelgrim van de schrik bekomen was, zei hij tegen de ruiters: "blijf voor de rest van de weg kalm en rustig, zo kun je misschien een ongeluk voorkomen".
De ridder Bärenfels barstte in lachen uit en de twee ruiters bespotten de pelgrim en vervolgden hun weg weer. Echter tijdens de verdere tocht kreeg graaf Walram spijt van zijn gedrag. Bij het naderen van de stadspoorten van Basel, besloot de graaf om te keren en nam afscheid van de ridder. Hij wilde de pelgrim terugvinden om zijn welgemeende excuses aan te bieden. Hij faalde echter in zijn zoektocht naar de man en besloot daarom maar terug te keren naar zijn kasteel. Toen hij eenmaal over een wijde vlakte kwam, hoorde hij opeens de grond onder hem stevig te keer gaan. Zijn paard raakte van slag en ging ervandoor. Walram zag vervolgens tot zijn afschuw de trotse kastelen  van Pfeffingen, Reichenstein, Birseck en Dorneck in elkaar storten en een grote rookpluim rees naar de hemel. Nadat de bevingen voorbij waren, ging Walram zo snel als hij kon naar zijn kasteel, dat hij in puin zag liggen bij aankomst. Zijn familie was echter ongedeerd gebleven. Hij vond zijn jongste zoon in zijn kribbe ongeschonden terug. De ridder Bärenfels bracht het er minder goed van af. Bij het binnen rijden van de stadspoort begon de beving, waarna hij werd verpletterd door een van de vallende stenen.
Walram was zo dankbaar over de miraculeuze ontmoeting met de pelgrim, dat hij uit eerbetoon op de ontmoetingsplek een herdenkingskruis liet plaatsen.